# Penerf
Der Penerf (Rivière de Penerf, bretonisch Stêr Penerv) ist ein Fluss in Frankreich, der im Département Morbihan in der Region Bretagne verläuft. Er entspringt im Gemeindegebiet von Berric, entwässert generell Richtung Südwest, wechselt dabei mehrfach seinen Namen (Ruisseau du Guerhec, Ruisseau de la Drague), erreicht den Regionalen Naturpark Golfe du Morbihan und mündet nach rund 25 Kilometern an der Gemeindegrenze von Le Tour-du-Parc und Damgan in den Atlantischen Ozean. Auf den letzten sechs Kilometern wird der Fluss bereits von den Gezeiten beeinflusst und bildet ein Ästuar.

## Orte am Fluss
- Lauzach
- Ambon
- Penerf, Gemeinde Damgan

## Natura-2000-Gebiet
Das Ästuar des Penerf ist zusammen mit dem Sumpf von Suscinio als Natura-2000-Gebiet (Fläche: 4924 ha) ausgewiesen. Die wichtigsten Landschaftsformen dieses Schutzgebietes sind:
- Meeresarme: 38 %
- Salzsümpfe und Salzwiesen: 22 %
- von den Gezeiten abhängige Flüsse oder Ästuare, Wattflächen und Sandbänke: 13 %
- (feuchtes) Weideland: 14 %

## Austernzucht
Wirtschaftlich ist das Ästuar als Austernzuchtgebiet von Bedeutung. Die ersten Zuchtparks wurden im Jahr 1858 angelegt. Damals wurde hier die Europäische Auster gezüchtet, die später durch die Portugiesische Auster verdrängt wurde. Nach einem Massensterben um 1970 herum wurden auch im Ästuar des Penerf die Pazifischen Felsenaustern eingeführt. Heute gibt es hier 53 Zuchtbetriebe, die 225 ha Fläche bewirtschaften.